# 希斯潘諾拉咬鵑
是一種咬鵑，也是海地的國鳥。它們分佈在海地及多明尼加共有的伊斯帕尼奧拉島。它們棲息在亞熱帶或熱帶的潮濕山區森林及退化森林。它們受到失去棲息地的威脅。它們也有在海地山區森林及一些保護區內。

## 外部連結
- American Ornithologists' Union（页面存档备份，存于）